# ルイーゼ・フォン・プロイセン (1770-1836)
ルイーゼ・フォン・プロイセン （ドイツ語: Friederike Luise Dorothea Philippine von Preußen、ポーランド語:  Fryderykę Dorotę Ludwikę Hohenzollern、1770年3月24日 - 1836年12月7日）は、プロイセンの王族。プロイセン王子フェルディナント（フリードリヒ2世の実弟）と、その妻でブランデンブルク＝シュヴェート辺境伯フリードリヒ・ヴィルヘルムの娘であるアンナ・エリーザベト・ルイーゼの間の次女として、フリードリヒスフェルデ（現ベルリン）で生まれた。
1796年、ポーランド＝リトアニアの上級貴族アントニ・ヘンリク・ラジヴィウ公と結婚、8子をもうけた。次女のエリザは、プロイセン王子ヴィルヘルム（のちの皇帝ヴィルヘルム1世）が妻にと望んだ女性であった。また、長男のヴィルヘルムと三男のボグスワフもプロイセンに軍人、政治家として仕えた。